# Okanogan (Washington)
Okanogan es una ciudad ubicada en el condado de Okanogan en el estado estadounidense de Washington. En el año 2000 tenía una población de 2.484 habitantes y una densidad poblacional de 523,1 personas por km².

## Geografía
Okanogan se encuentra ubicada en las coordenadas 48°5′55″N 119°46′54″O / 48.09861, -119.78167.

## Demografía
Según la Oficina del Censo en 2000 los ingresos medios por hogar en la localidad eran de $26.994, y los ingresos medios por familia eran $33.947. Los hombres tenían unos ingresos medios de $31.143 frente a los $20.822 para las mujeres. La renta per cápita para la localidad era de $13.849. Alrededor del 24,3% de la población estaban por debajo del umbral de pobreza.